# 1872 en Ontario
Chronologie de l'Ontario
- 1868
- 1869
- 1870
- 1871
- 1872
- 1873
- 1874
- 1875
- 1876

Cette page concerne des événements d'actualité qui se sont produits durant l'année 1872 dans la province canadienne de l'Ontario.

## Politique

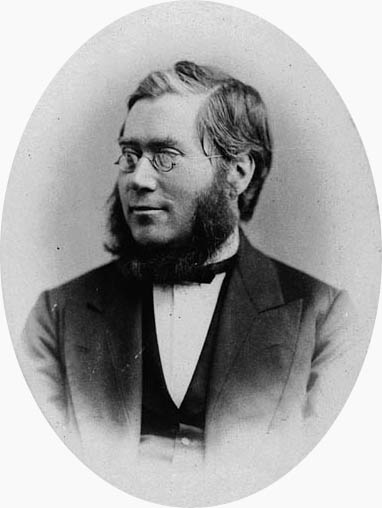
Oliver Mowat, 3e Premier ministre de l'Ontario

- Premier ministre: Edward Blake puis Oliver Mowat (Parti libéral)
- Chef de l'Opposition: Matthew Crooks Cameron (en) (Parti libéral-conservateur)
- Lieutenant-gouverneur: William Pearce Howland
- Législature: 2e

## Événements

### Janvier
- 2 janvier : Les libéral-conservateurs George William Monk (en) et William Davis Ardagh (en) sont réélus député provincial de Carleton et Simcoe-Nord.
- 3 janvier : Le libéral James Bethune (en) est élu député provincial de Stormont (en) à la suite de la démission du libéral-conservateur William Colquhoun (en) pour sa réélection.
- 4 janvier : Les libéraux Richard William Scott et Peter Gow sont réélus sans opposition député provincial d'Ottawa et Wellington-Sud.
- 5 janvier : Les libéraux Edward Blake et Alexander Mackenzie sont réélus sans opposition député provincial de Bruce-Sud et Middlesex-Ouest et le libéral-conservateur Charles Gifford (en) est élu député provincial de Northumberland-Ouest à la suite de la démission du libéral Alexander Fraser (en).
- 6 janvier : le libéral Archibald McKellar (en) est réélu sans opposition député provincial de Bothwell.
- 9 janvier : le libéral Adam Crooks (en) est réélu sans opposition député provincial de Toronto-Ouest (en).

### Février
- 29 février : Le député provincial libéral-conservateur de Grenville-Sud Mcneil Clarke (en) meurt à l'âge de 33 ans.

### Mars
- 25 mars : Les imprimantes de Toronto font la grève pour une journée de neuf heures.
- 26 mars : Le libéral Christopher Finlay Fraser (en) est élu député provincial de Grenville-Sud à la suite de la mort du libéral-conservateur Mcneil Clarke (en).
- 31 mars : Le premier numéro The Toronto Mail (en), qui sera plus tard fusionné The Globe and Mail, est publié.

### Avril
- 1er avril : Le procès de Phoebe Campbell (en), accusée du meurtre de son mari George fut un échec, car le juge décide de la condamnée à la pendaison.
- 15 avril : Dix mille personnes démontrent à Queen's Park d'appui la grève des imprimeurs de Toronto. La police, invité par l'Association des Maîtres Imprimantes et son chef, George Brown, du Globe, arrêtés l'ensemble du comité des 24 hommes en grèves.
- 25 avril : Le premier numéro de l'hebdomadaire Ontario Workman est publié par l'Assemblée des métiers de Toronto. Il est le premier journal d'ouvrier au Canada.

### Juin
- 1er juin : L'ancien premier ministre de l'Ontario et député de Cornwall (en) John Sandfield Macdonald meurt à l'âge de 59 ans.
- 20 juin : Phoebe Campbell (en) est maintenant pendu à l'âge de 25 ans.
- 22 juin : Un train de voyageurs Grand Trunk Railway Express de Toronto à Montréal est déraillé près de Shannonville faisant 34 morts.

### Juillet
- 13 juillet : le libéral John Goodall Snetsinger (en) est élu député provincial de Cornwall (en) à la suite de la mort de l'ancien premier ministre John Sandfield Macdonald.

### Août
- 1er août : Le député provincial libéral de Lanark-Nord Daniel Galbraith (en) quitte ses fonctions pour se présenter candidat fédéral de Lanark-Nord.
- 23 août : Le libéral William Clyde Caldwell (en) est élu député provincial de Lanark-Nord.
- 26 août : le libéral-conservateur William Ralph Meredith est élu député provincial de London à la suite de la démission du même parti John Carling.

### Septembre
- Septembre : le libéral Henry Ryan Haney (en) est élu député provincial de Monck à la suite de la démission du libéral-conservateur Lachlin McCallum (en).
- 14 septembre : le libéral Rupert Mearse Wells (en) est élu député provincial de Bruce-Sud à la suite de la démission de l'ancien premier ministre Edward Blake.
- 17 septembre : le libéral John Watterworth (en) est élu député provincial de Middlesex-Ouest à la suite de la démission du même parti Alexander Mackenzie.

### Octobre
- 12 octobre : Le Parti conservateur de John A. Macdonald remporte l'élection fédérale d'un deuxième mandat majoritaire qui obtient 103 députés contre 95 pour les libéraux, 2 conservateur indépendant, 2 libéral indépendant, 1 indépendant et 1 conservateur-travailliste. En Ontario, le résultat est de 38 conservateurs, 48 libéraux, 1 conservateur-travailliste et 1 libéral indépendant.
- 16 octobre : le libéral Christopher Finlay Fraser (en) est réélu député provincial de Grenville-Sud.
- 31 octobre : Le cabinet d'Oliver Mowat est assermenté qui succède du gouvernement d'Edward Blake lors de sa démission pour se lancer en politique fédérale.

### Novembre
- 13 novembre : Le libéral Timothy Blair Pardee (en) est réélu sans opposition député provincial de Lambton.
- 29 novembre : Le premier ministre libéral Oliver Mowat est élu sans opposition député provincial d'Oxford-Nord à la suite de la démission du même parti George Perry (en).

## Naissances
- 25 juillet : John Campbell Elliott, député provincial de Middlesex-Ouest (1908-1925) et député fédéral de Middlesex-Ouest (1925-1940) († 20 décembre 1941).
- 30 novembre : John McCrae, médecin militaire et auteur du poème Au champ d'honneur († 28 janvier 1918).

## Décès
- 29 février : Mcneil Clarke (en), député provincial de Grenville-Sud (1867-1872) (° 23 juillet 1838).
- 1er juin : John Sandfield Macdonald, 1er premier ministre de l'Ontario (° 12 décembre 1812).
- 20 juin : Phoebe Campbell (en), femme accusée du meurtre de son mari (° 1840).
- 22 août : John Bethune (en), pasteur anglican (° 5 janvier 1791).